# Лука Пачоли
Лука Пачоли (Фра Лука ди Борго) (на италиански: Fra' Luca Bartolomeo de Pacioli) (1445 – 19 юни 1517) е италиански математик и францискански монах, работил с Леонардо да Винчи. Считан е за „бащата на счетоводството“ заради въведения от него метод на двустранното счетоводство.

## Биографични данни
Лука Пачиоли е роден през 1445 г. в Борго Санто Сеполкро, днес Сансеполкро в Тоскана, учи във Венеция и Рим и става францискански монах между 1470 и 1480 г. Прехранва се като пътуващ учител по математика, докато пише научните си съчинения. През 1497 г. се установява в Милано, където живее и работи с Леонардо да Винчи, като същевременно му дава уроци по математика. Двамата са принудени да напуснат Милано при завладяването му от френския крал Луи XII. Пачоли и да Винчи продължават да пътуват заедно. Пачоли се завръща в родния си град и умира от старост през 1517.

## Публикации
Пачиоли публикува няколко свои научни трудове в областта на математиката.
- „Всичко за аритметиката, геометрията, пропорциите и пропорционалностите“ (Summa de arithmetica, geometrica, proportioni et proportionalita) (Венеция, 1494),

Излага математическите познания от това време, наблягайки на алгебрата. Именно в този негов труд Лука Пачоли обощава познанията на търговците и става известен като „бащата на счетоводството“. В книгата се съдържа отделна глава „Трактат за сметките и записванията“ (Particularis de Computis et Scripturis), в който за пръв път се описва Венецианската счетоводна система, позната днес като двустранно счетоводство. Споменават се множество понятия, употребявани и до днес, като дебит, кредит, баланс, активи, капитал, задължения, оборотна ведомост и др, и се демонстрират счетоводни процеси като годишно приключване. Засягат се теми като етичните норми в счетоводната професия и изчисляване на себестойност.
- „За силата на числата“ (De viribus quantitatis) (Ms. Università degli Studi di Bologna, 1496 – 1508)

- Geometry (1509)

- „Божествената пропорция“ (De divina proportione) (Венеция, 1509).

Илюстрирана от Леонардо да Винчи, „Божествената пропорция“ обсъжда златното сечение, употребата на перспективата от някои италиански художници, стереометричните тела и др. Любопитна подробност е, че логото под формата на буквата „М“ на художествения музей „Метрополитън“ в Ню Йорк е заимствано от „Божествена пропорция“.

## Цитат от „Божествена пропорция“
„Древните са взели под внимание прецизната конструкция на човешкото тяло и са изработили всичките си творения, и най-вече свещените си храмове, спазвайки тези пропорции; така те открили двете най-важни фигури, без които никой строеж не е възможен – идеалния кръг, изначален за всички правилни стереометрични тела, и квадрата, с неговите четири равни страни.“ („Божествената пропорция“)